# Okresní soud v Jilemnici
Okresní soud v Jilemnici je správní budova ve městě Jilemnice postavená v letech 1923 až 1926 architektem Františkem Roithem. Během první republiky sloužila budova jako soudní instance pro podkrkonošské město Jilemnice a jeho okolí a později jako budova České pošty.

## Historie

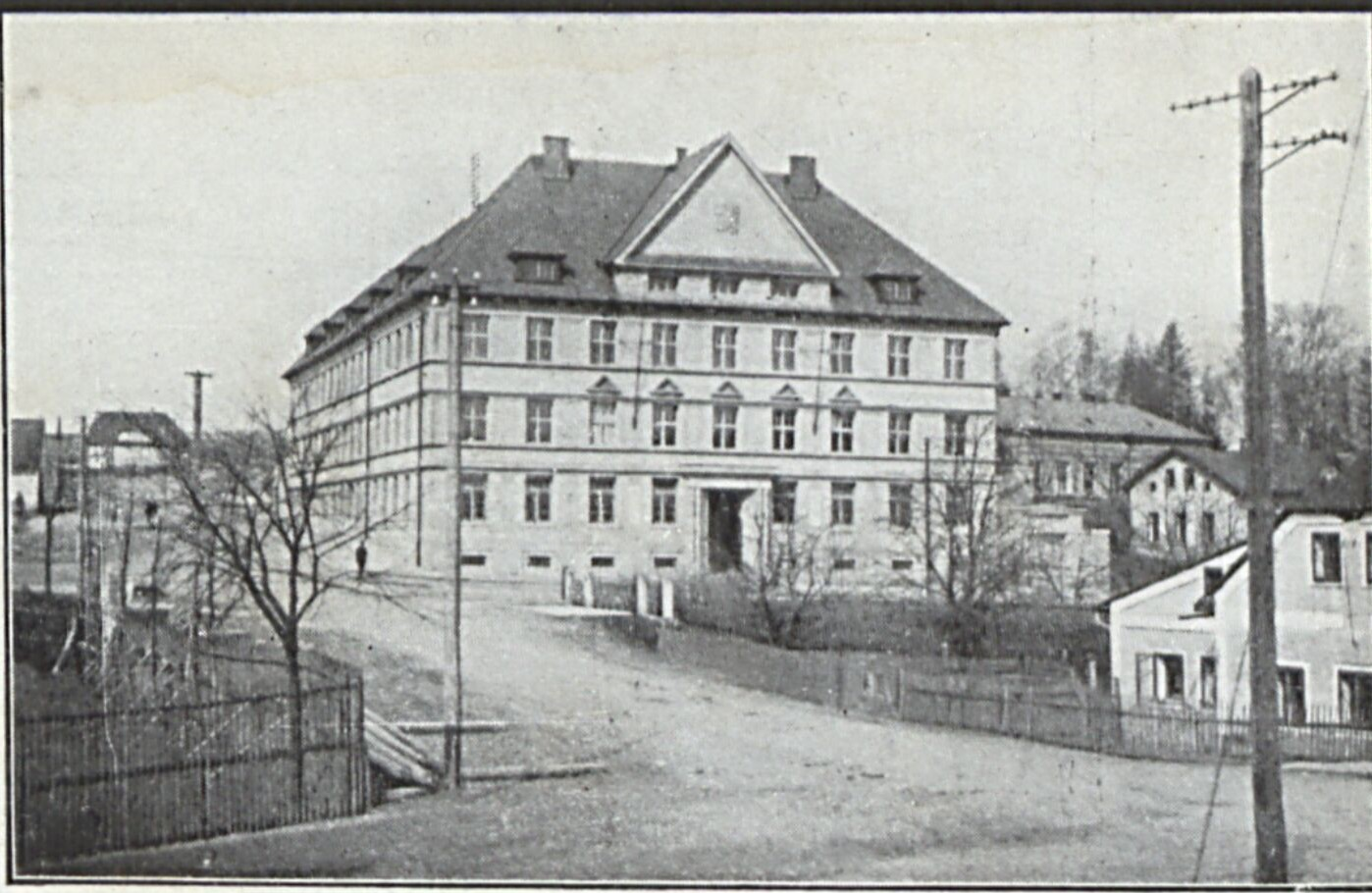
Budova v roce 1932

### Vznik a původní určení
Budova v Jilemnici byla postavena v letech 1923 až 1926. V místních pramenech a na historických fotografiích je označována jako tzv. státní budova - sídlil zde tedy především okresní soud, ale byla zde i okresní věznice atd. Dodnes se zde z nich dochovala funkční pouze bývalá četnická stanice, dnes obvodní oddělení Policie ČR.
Po zrušení jilemnického okresu v roce 1943 se zde sice soudilo a věznilo dál, v roce 1945 byl okres Jilemnice obnoven, ale v roce 1960 byl zrušen definitivně a spolu s ním i okresní soud. Malý státní znak nad vchodem do budovy se ovšem dochoval dodnes a stále připomíná původní účel této stavby.

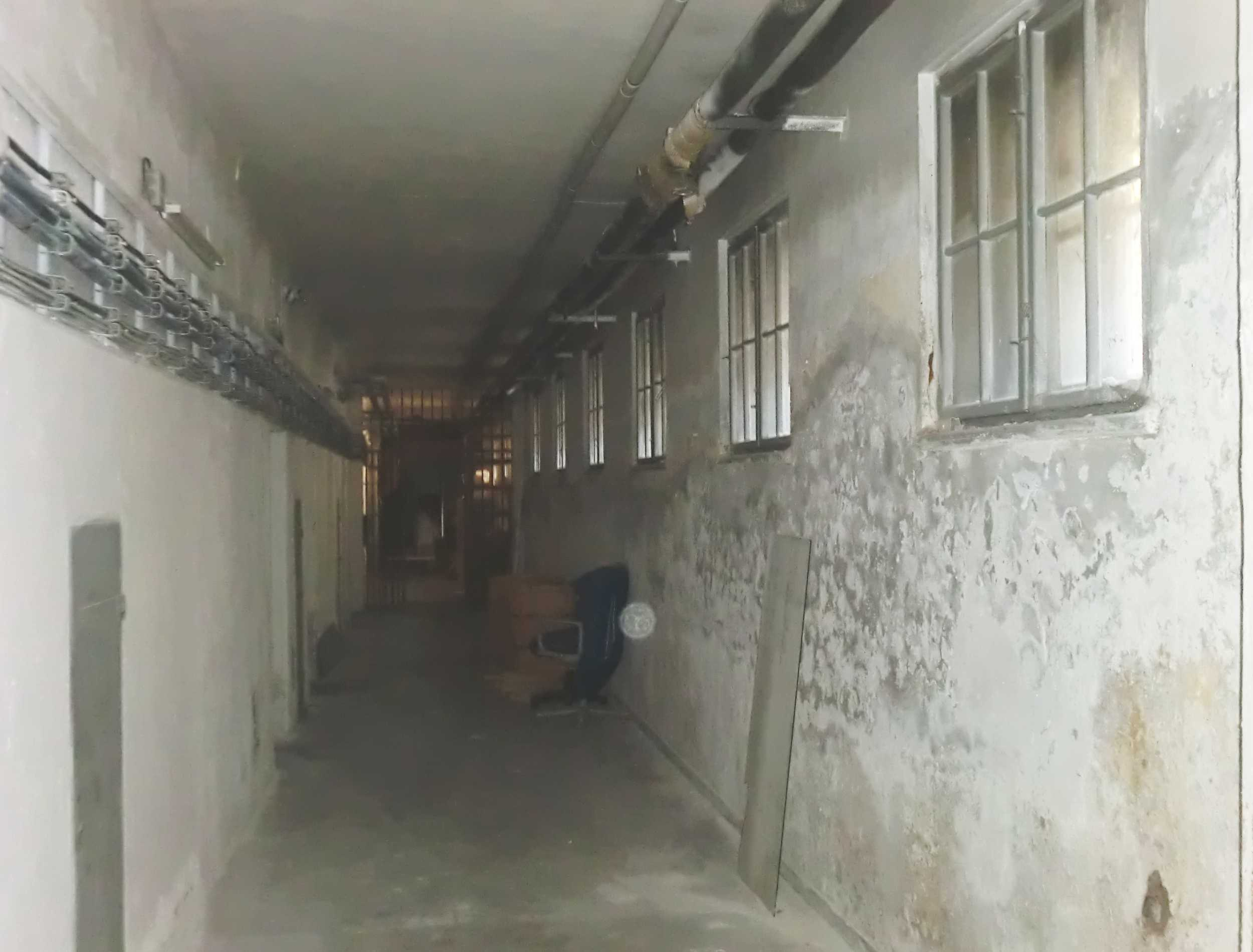
Vězeňská chodba
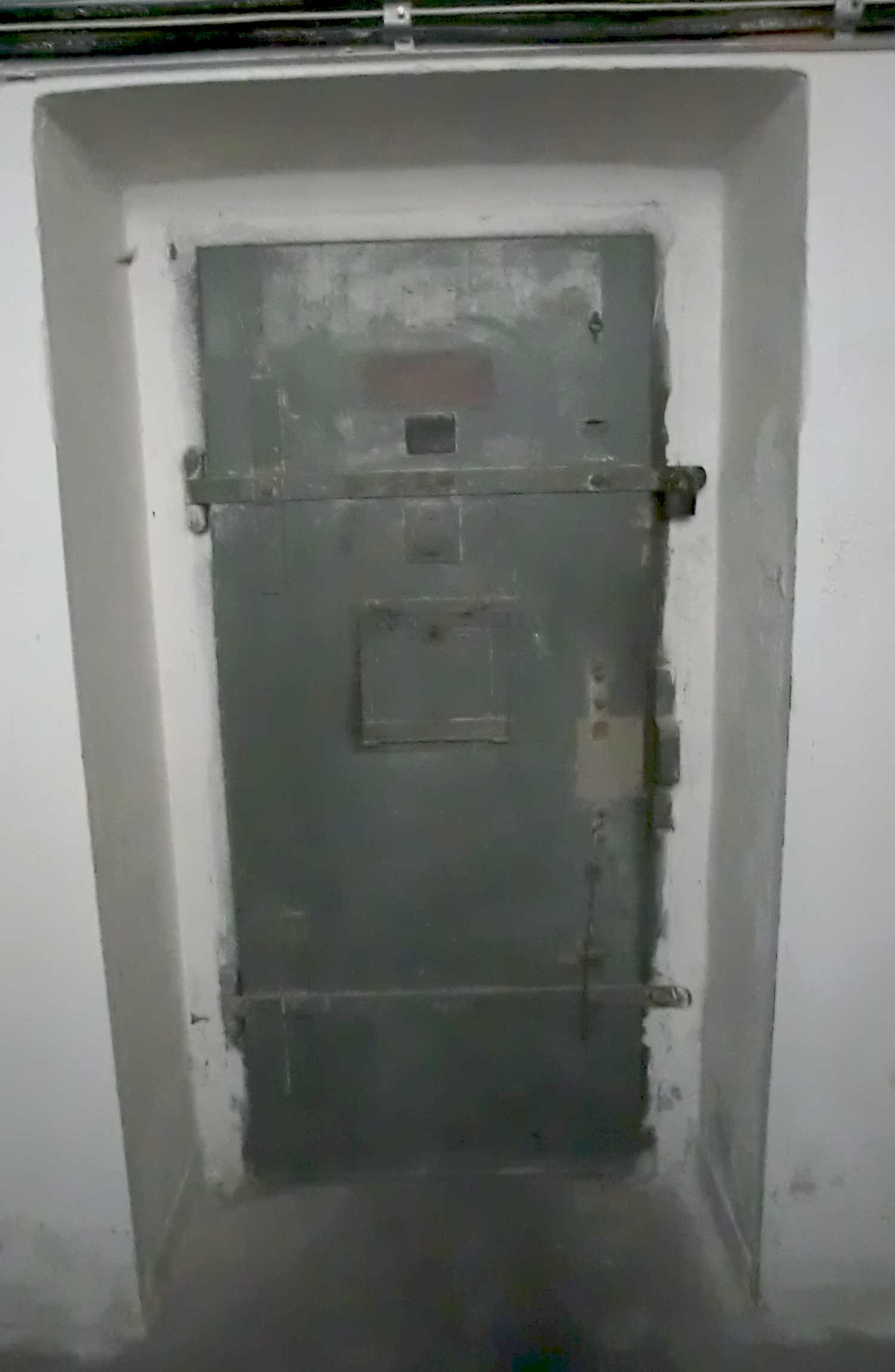
Dveře vězeňské cely
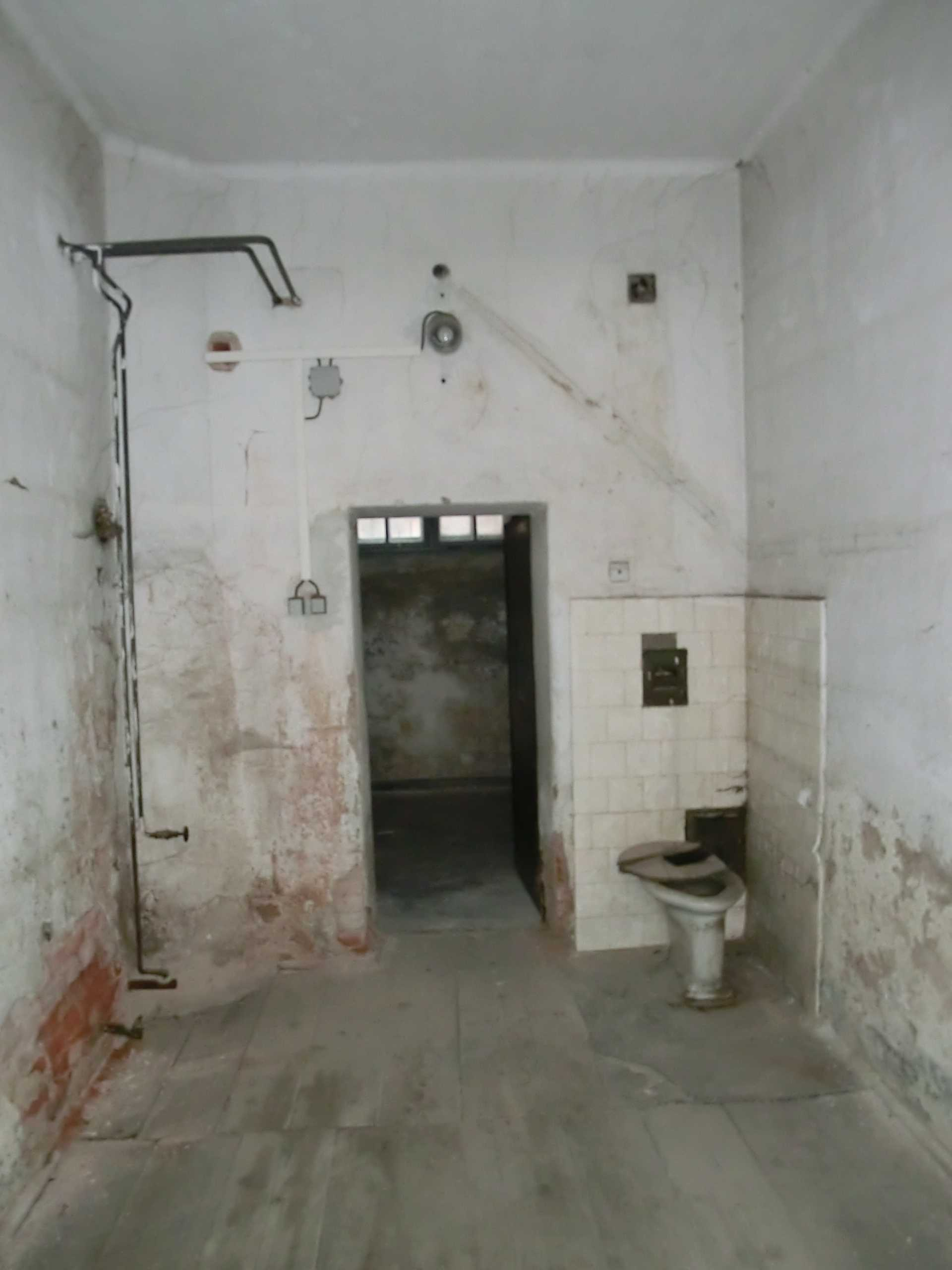
Vězeňská cela uvnitř
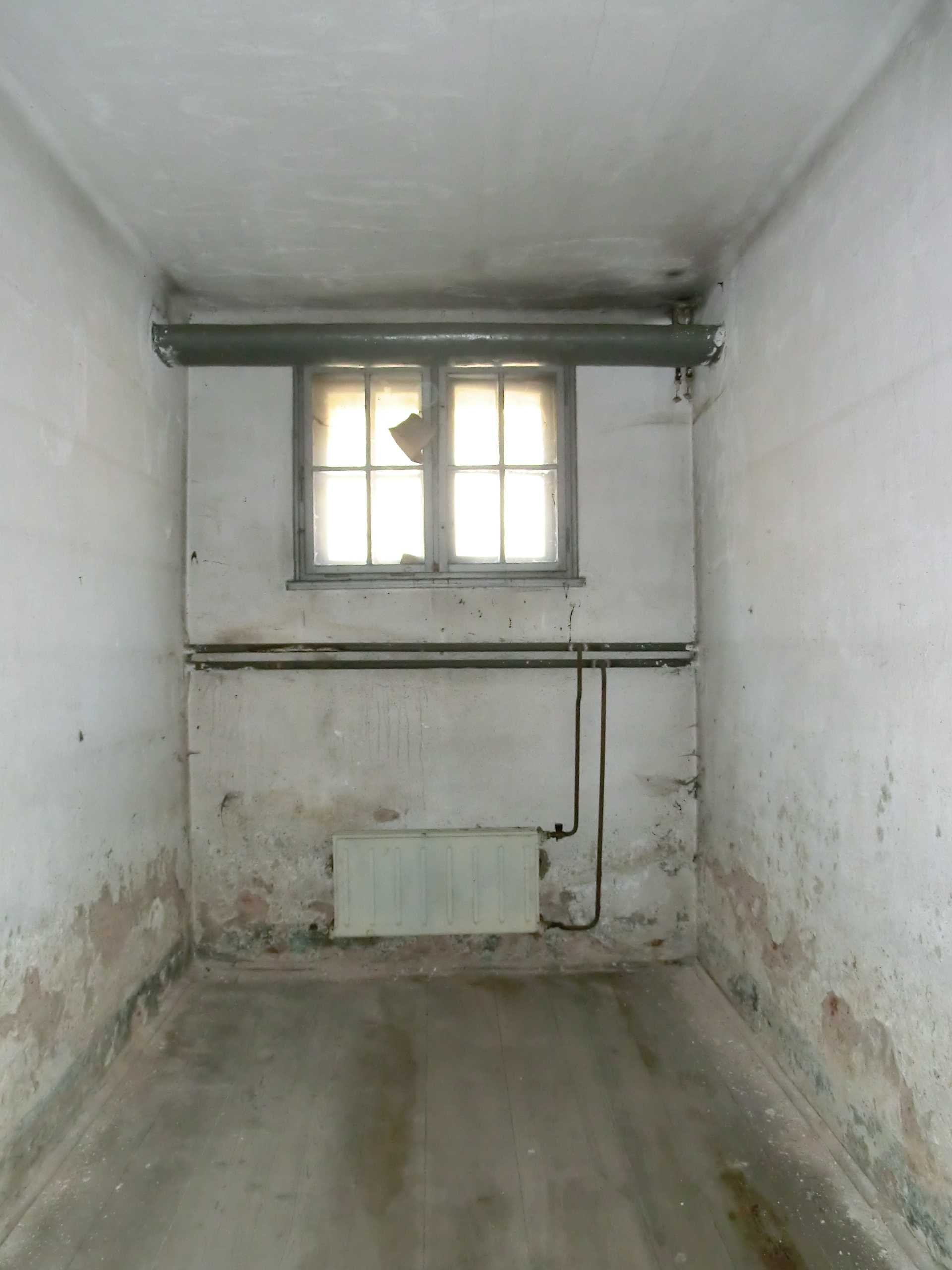
Vězeňská cela uvnitř
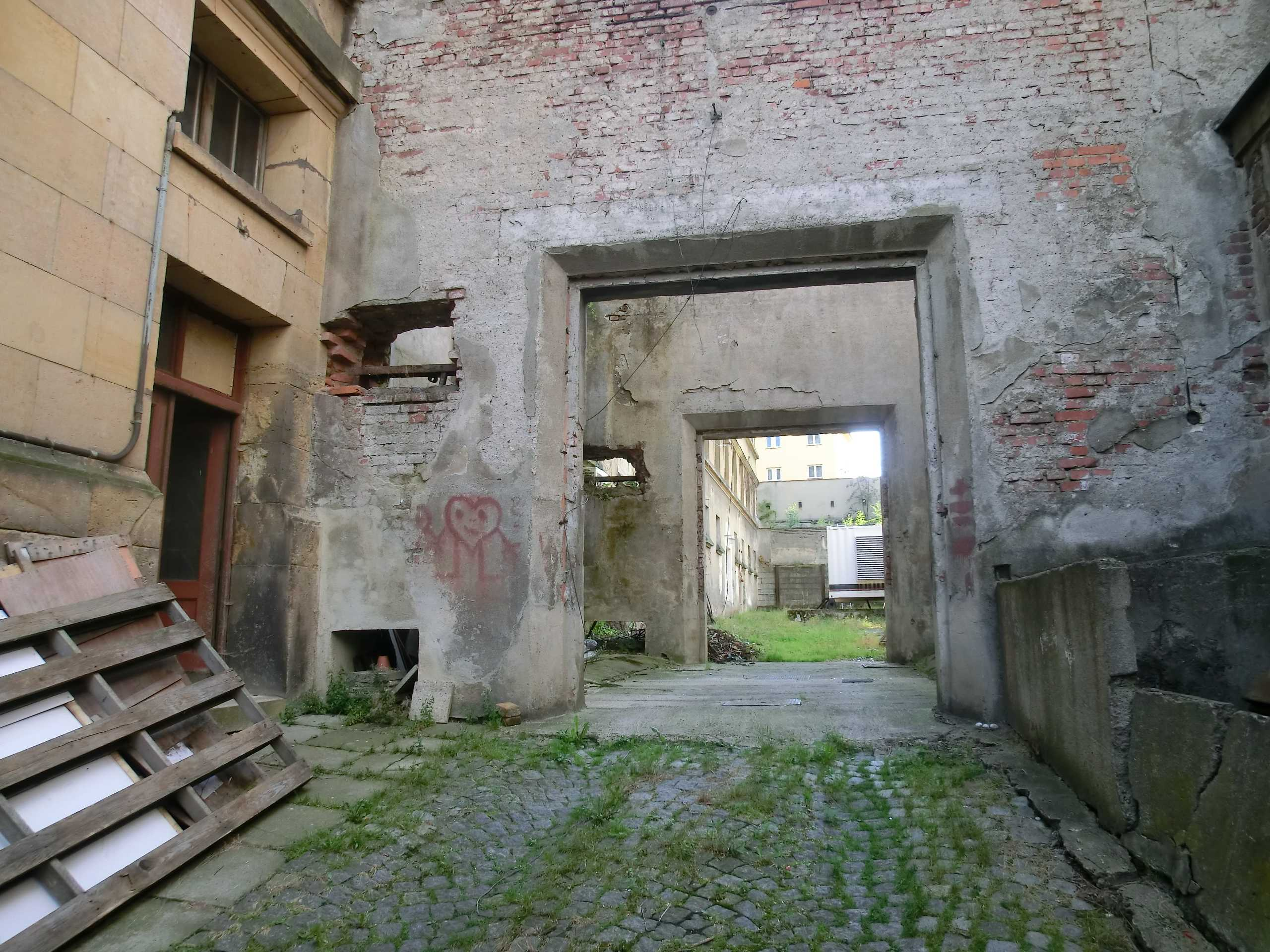
Zdevastovaný vězeňský dvůr vedle severního křídla

### V době ČSSR

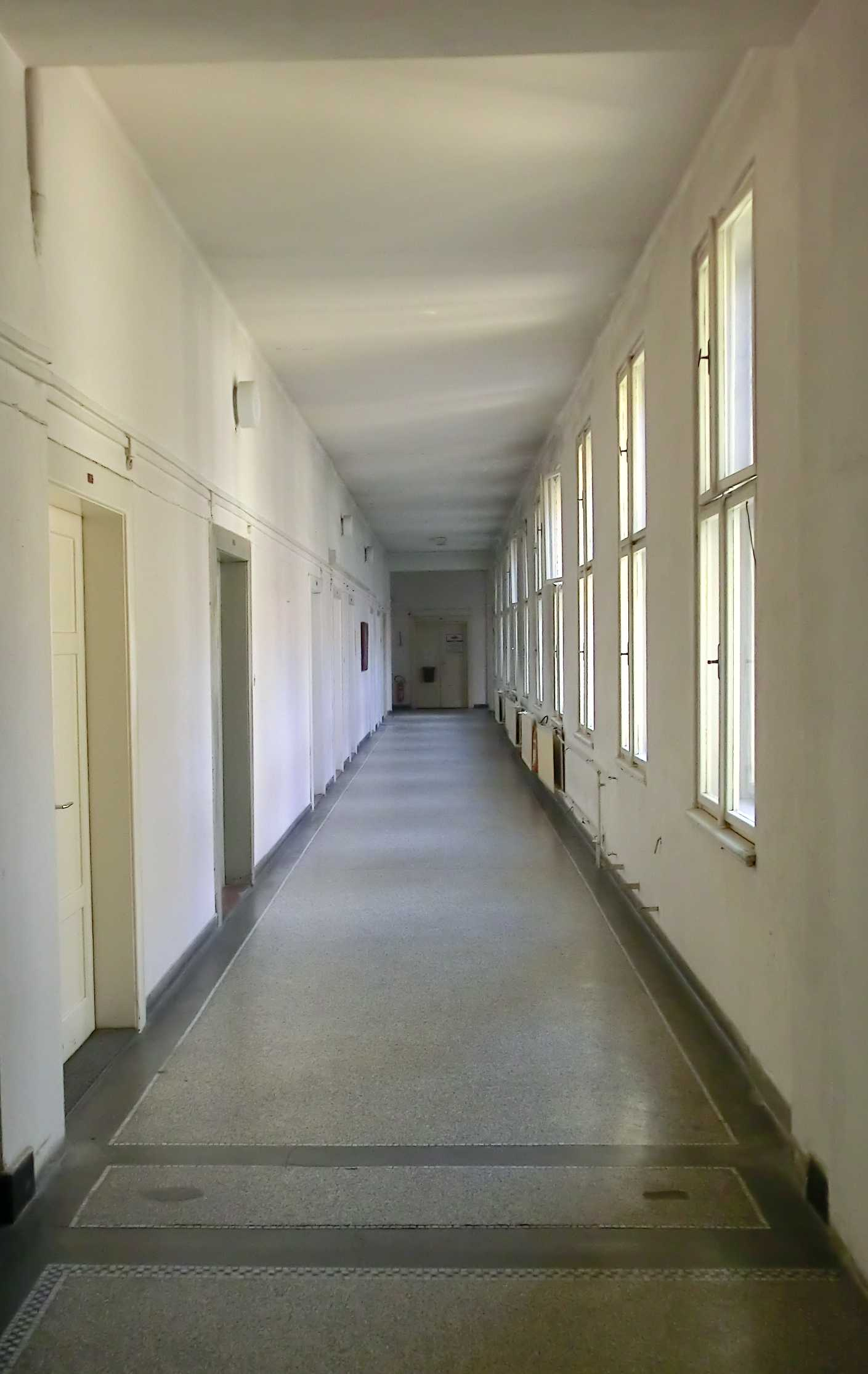
Zde bývaly kanceláře soudu, později LSD Jednota

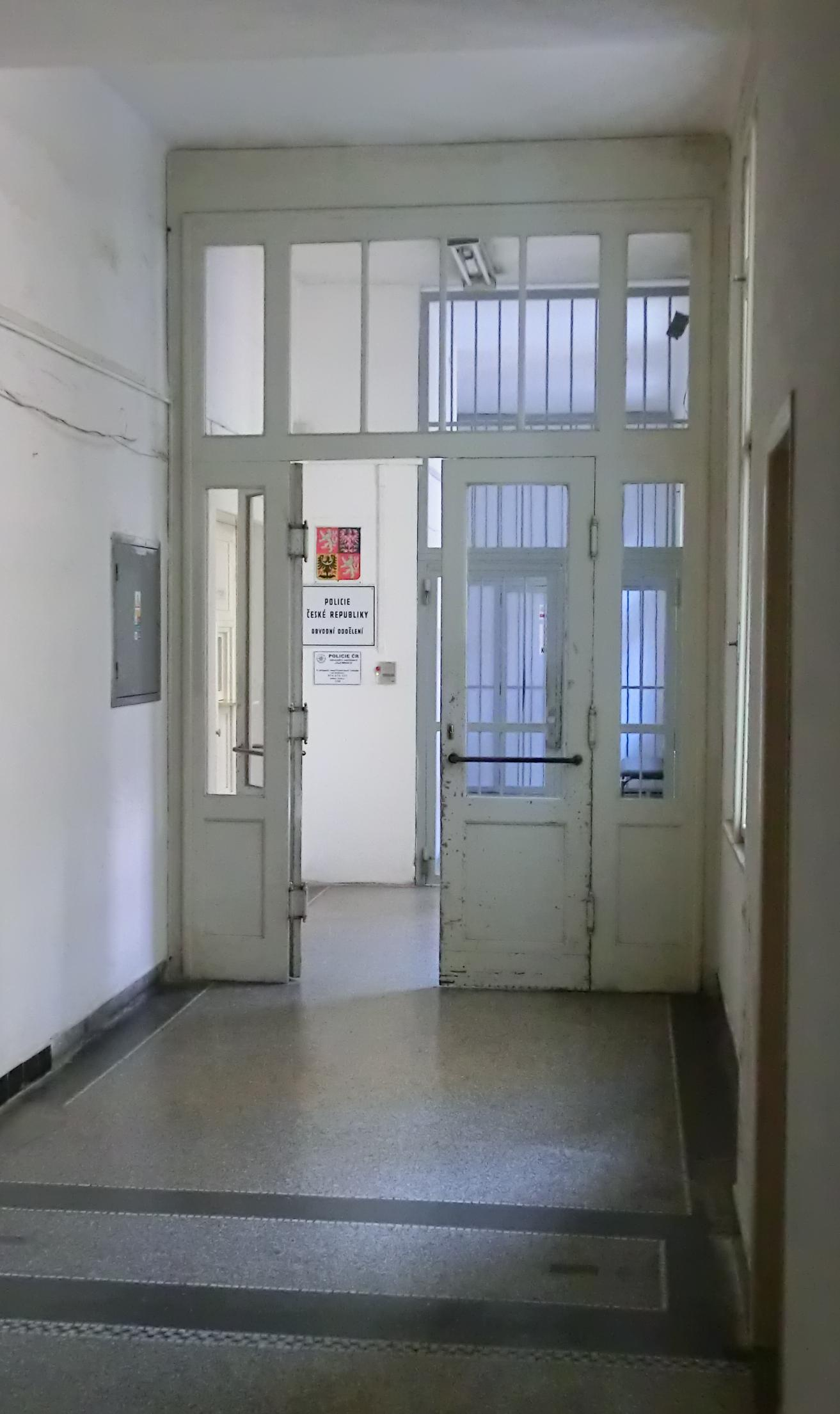
Dříve četnická stanice, pak OO VB, dnes Policie ČR

Budova však nezůstala opuštěná, byla totiž převedena tehdejší Okresní správě spojů a ta sem z již nepostačujících prostor v nedalekém čp. 281 přenesla jak provozy pošty (do přízemí levého křídla), tak telekomunikací (I. a II. patro v severním křídle) a již v roce 1963 zde byla v prostorách bývalých soudních síní postavena nová soustava automatické telefonní ústředny pro uzlový telefonní obvod 432, později mnohokrát doplňovaná a vylepšovaná.
Dalším uživatelem budovy bylo Lidové spotřební družstvo Jednota, která v dobách své největší slávy zaměstnávala na okrese Semily více než 800 zaměstnanců a takový podnik již potřeboval řádné administrativní zázemí - nalezl je v bývalých kancelářích soudních úředníků ve II. patře levého křídla a zadního traktu. Poslední, nikoliv nevýznamnou institucí byla služebna Veřejné bezpečnosti (I. patro levého křídla a zadního traktu). Přes to všechno nebyly již nikdy plně využity všechny prostory a zejména přízemí s bývalou věznicí postupně chátralo.

### Po roce 1989

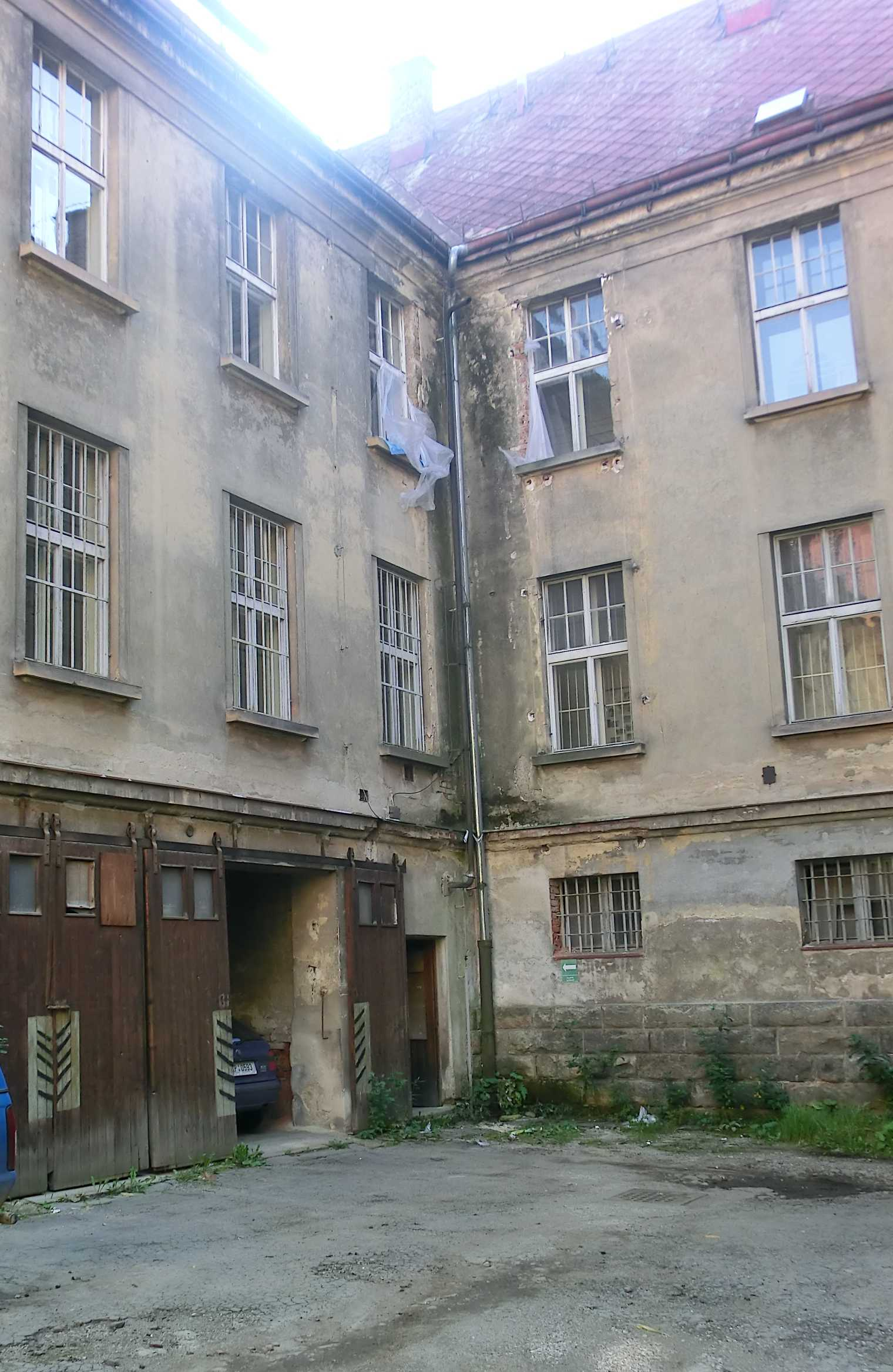
Zatékáním zničený vnitřní roh

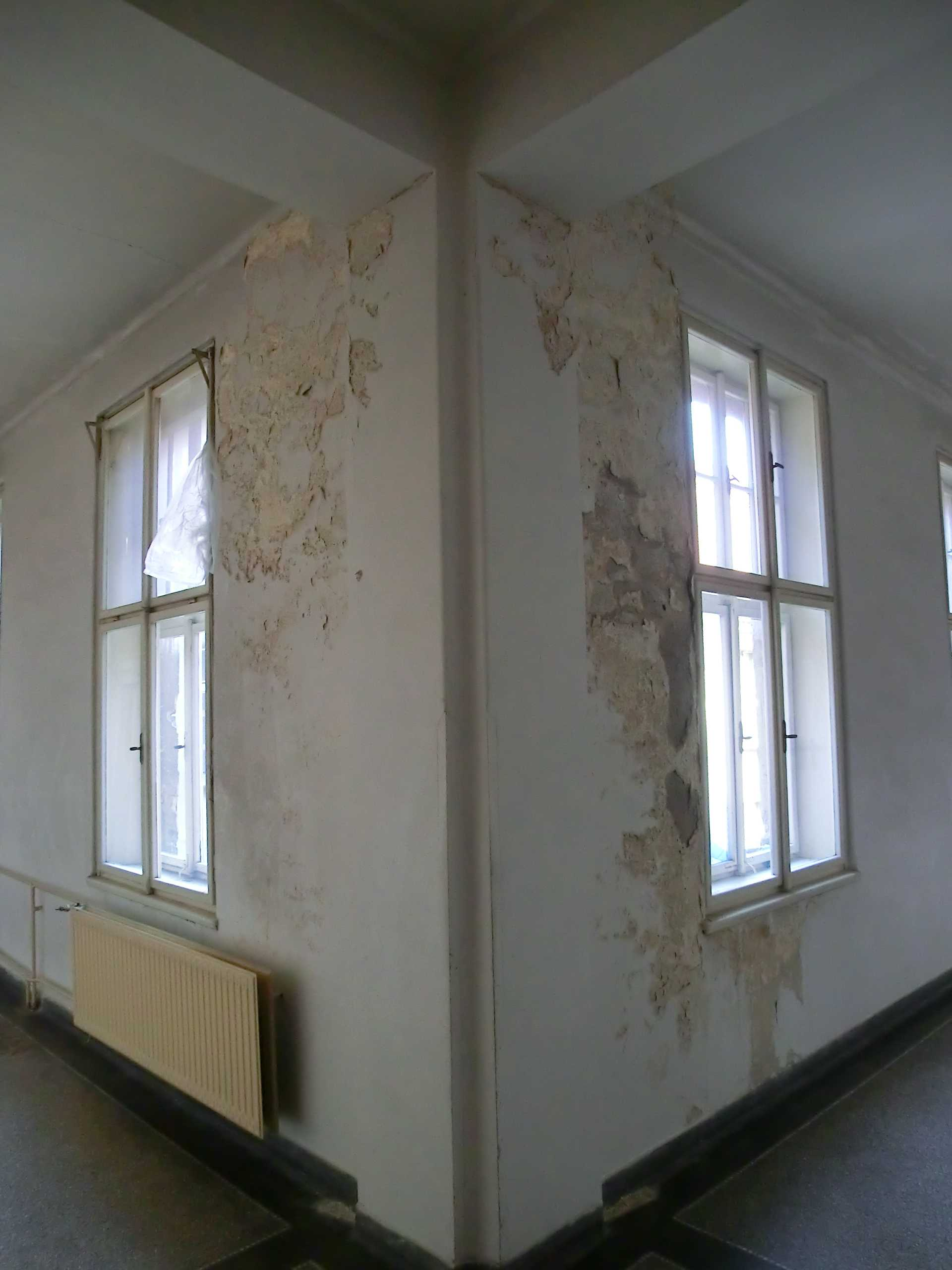
Proteklé zdivo ve II. patře

V letech 1990 až 1996, před vybudováním trasy optického kabelu, byla na střechu budovy umístěna parabolická zrcadla pro radioreléovou telefonní trasu do Harrachova. Následná digitalizace telefonní sítě znamenala opuštění této technologie a snesení antény, nosná konstrukce je však na střeše dosud a rychle reziví. Lepší osud potkal zrušenou telefonní hovornu v I. patře, pro kterou se podařilo najít nájemce - reklamní společnost NK design, která zde sídlí dosud.
Spotřební družstvo Jednota dokázalo reagovat na novou dobu pouze omezováním a rušením vesnických obchodů a snižováním vlastního významu natolik, že se vydržování desítky kanceláří stalo bezpředmětným a tyto prostory v roce 2007 Jednota opustila. Našli se sice noví zájemci o prostory, ale i ti je rychle opustili - budova je dnes (2011) ve velmi špatném stavu a i současné instituce (Česká pošta, Telefónica O2 a Policie ČR) zde sídlí spíše z nutnosti než z vlastní vůle.
Budova dnes totiž má soukromého majitele, který do ní neinvestuje. Na špatném stavu se podepisuje jak minimální údržba, tak nevhodnost některých architektonických prvků do podhorského prostředí - například fasáda je na mnoha místech degradována od sněhu, ulpívajícího na kamenných parapetech, a velká plocha silně skloněných střech zase přináší problém s odklízením spadaného sněhu z úzkého, těžko přístupného dvora. Ke stavu budovy nepřispívá ani na mnoha místech děravá střecha či nefunkční okapy a svody. V prostorách věznice se rozpadá podlaha, bývalý vězeňský dvůr již léta postrádá ocelová vrata, mnohé vnitřní dveře nelícují a ani protipožární příčky na půdě již neplní svoji funkci bezchybně.
V letech 2023 až 2024 byla fasáda budovy zrekonstruována.

## Technický popis

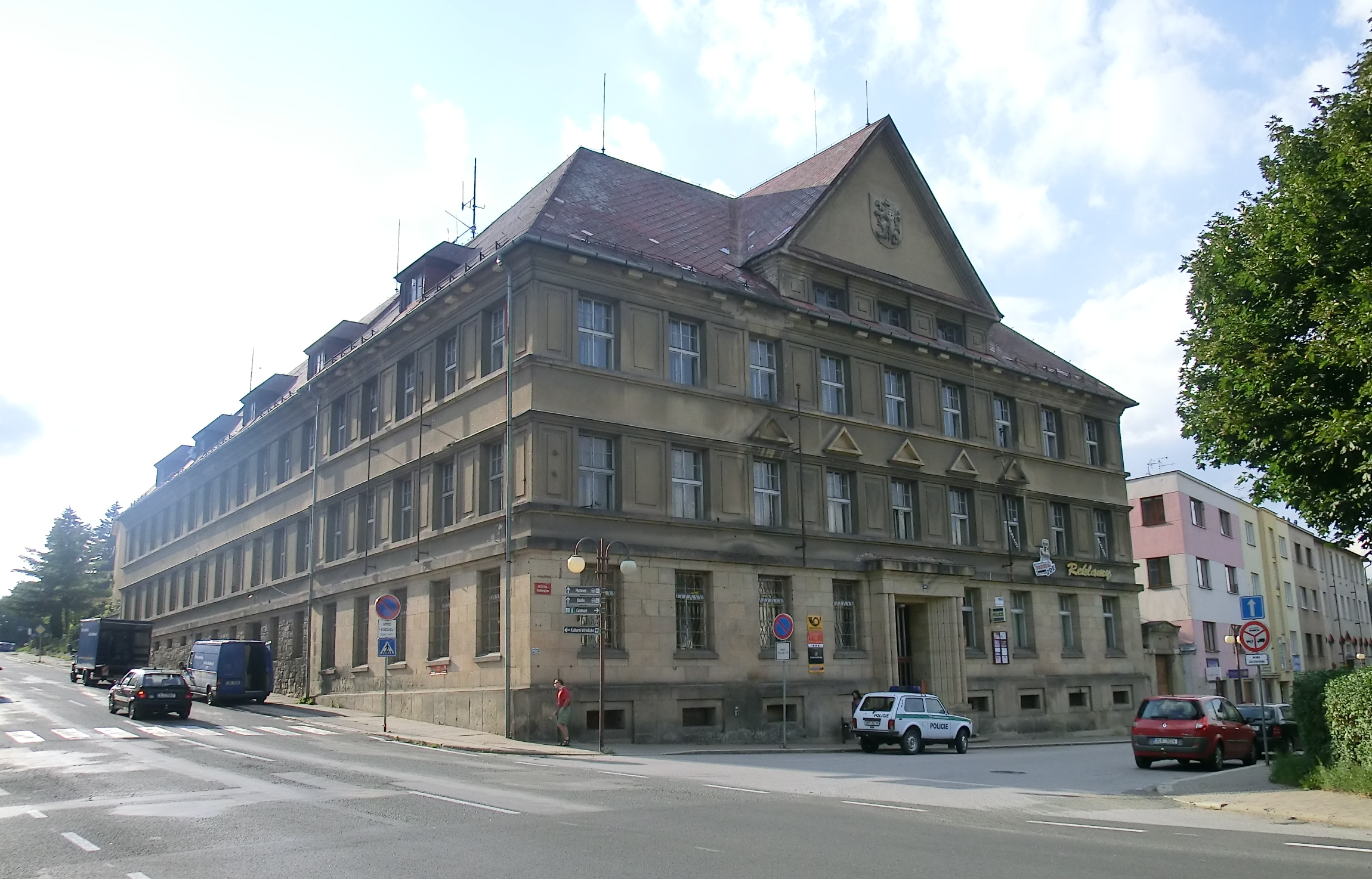
Celkový pohled na budovu z Žižkovy ulice před rekonstrukcí fasády v roce 2023/24

Budova je čtyřpodlažní, situovaná na svahu, vystavěná do obdélníku s uzavřeným dvorem, přístupným průjezdem do Žižkovy ulice. Je zděná, cihlová, stropní konstrukce železobetonové, vnější obklad suterénu a přízemí proveden patrně z pískovcového zdiva, parapety patrně kamenné. Hlavní vchod do budovy je z východní strany z ulice geologa Pošepného, vedlejší vchod a vjezd uzavíratelným průjezdem od jihu z Žižkovy ulice, třetí vchod pro vězeňskou eskortu apod. je od severu z vězeňského nádvoří, které je přístupné vraty ze zmíněné Pošepného ulice.
Suterén je čistě technického charakteru, byly zde sklady uhlí a parní kotelna pro celý objekt, nyní bez využití. V přízemí jsou dnes využité místnosti přepážkového pracoviště pošty, třídírny pošty, provozní garáže pošty a jeden byt. Zadní trakt s vězeňským zázemím a pravé křídlo s dvanácti celami jsou téměř nevyužité, některé cely využívá Telefónica O2 pro např. pro transformovnu či akumulátorovnu, jiné se dodnes dochovaly v takřka původním stavu.
I. patro je jediné zcela využité - sídlí zde Obvodní oddělení Policie ČR, telefonní ústředna Telefóniky O2, studio NK design a denní místnosti poštovních doručovatelů. II. patro je dnes prakticky opuštěné a nad ním už je jen rozlehlá půda s vysoko uloženým hřebenem střechy.
Střecha je klasická sedlová, s jedním rizoletem v čelní (východní) stěně a s velikými vikýři ve všech křídlech. Z požárních důvodů je rozdělená zděnými příčkami na čtyři požární úseky.